# Living Thing
Living Thing es el quinto álbum de Peter Bjorn and John, lanzado el 20 de marzo de 2009 en el Reino Unido y el 31 de marzo en los Estados Unidos. Más oscuro y más experimental que su álbum anterior, Writer's Block, Living Things expande el sonido del grupo tomando acercándose al hip-hop y a la música electrónica, en particular el trabajo del músico africano de funk electrónico William Onyeabor. Tres sencillos fueron eventualmente lanzados del álbum: "Nothing To Worry About", "It Don't Move Me", and "Lay It Down".

## Recepción
Las respuestas iniciales de la crítica fue generalmente positiva. Según Metacritic, el álbum recibió una puntuación de 68 sobre 100 en base a 100 críticas. Sin embargo, los críticos estuvieron insatisfechos con el tono más oscuro que su álbum anterior, el cual tuvo el éxito con Young Folks.

## Lista de canciones[12]
1. "The Feeling" – 3:08
2. "It Don't Move Me" – 3:21
3. "Just the Past" – 5:10
4. "Nothing to Worry About" – 2:56
5. "I'm Losing My Mind" – 3:44
6. "Living Thing" – 4:38
7. "I Want You!"  – 3:39
8. "Lay It Down" – 3:26
9. "Stay This Way" – 4:19
10. "Blue Period Picasso" – 4:36
11. "4 Out of 5" – 4:08
12. "Last Night" – 4:03
13. ”More Bubbles” - 1:26 (iTunes bonus track)
14. ”Trigger Happy” - 7:05 (iTunes bonus track)